# Левин, Максим Евгеньевич
Макси́м Евге́ньевич Ле́вин (укр. Макси́м Євге́нович Ле́він; 7 июля 1981, Боярка, Киево-Святошинский район, Киевская область, Украинская ССР, СССР — 13 марта 2022, Гута-Межигорская, Вышгородский район, Киевская область, Украина) — украинский фотожурналист. Освещал события майдана в Киеве, военных действий на Донбассе, войну в Украине. Более 10 лет проработал фотографом в издании «LB.ua», а в 2020 году перешёл в «hromadske». Убит во время российского вторжения в Украину.

## Биография

### Молодые годы, начало работы
Максим Евгеньевич Левин родился 7 июля 1981 года в городе Боярка на Киевщине.
С юности мечтал стать фотографом, посещал фотокружок и снимал на зеркальный фотоаппарат «Киев-19». По настоянию отца, после школы окончил Киевский политехнический институт по специальности «инженер компьютерных систем». Затем, в 2006 году ушёл в фотожурналистику. Сначала работал в журнале «Пенсія», потом в газете «Киевские ведомости», фотоагентстве «Фотолента», агентстве «УНИАН». В 2007—2008 годах трудился в газете «24», а в дальнейшем был фрилансером в журналах «Фокус», «Профіль», «Український тиждень», агентствах «Reuters», «Associated Press», «BBC».
Более десяти лет работал штатным фотографом в издании «LB.ua». Также сотрудничал в проекте «Отцовский клуб» движения «Mens Rights Ukraine», фокусирующимся на проблемах дискриминации мужчин, на ответственном отцовстве, других вопросах.

### Майдан, война
Работал фотографом во время событий на майдане в Киеве, в январе 2014 года во время исполнения своих журналистских обязанностей был избит сотрудниками спецподразделения МВД «Беркут», которые также разбили Левину фотокамеру, когда он снимал применение спецсредств против мирных граждан и пожилых людей. Большинство проектов Левина было связано с войной в Украине, сам отмечал, что «наверное, каждый украинский фотограф мечтает сделать фото, которое остановит войну».

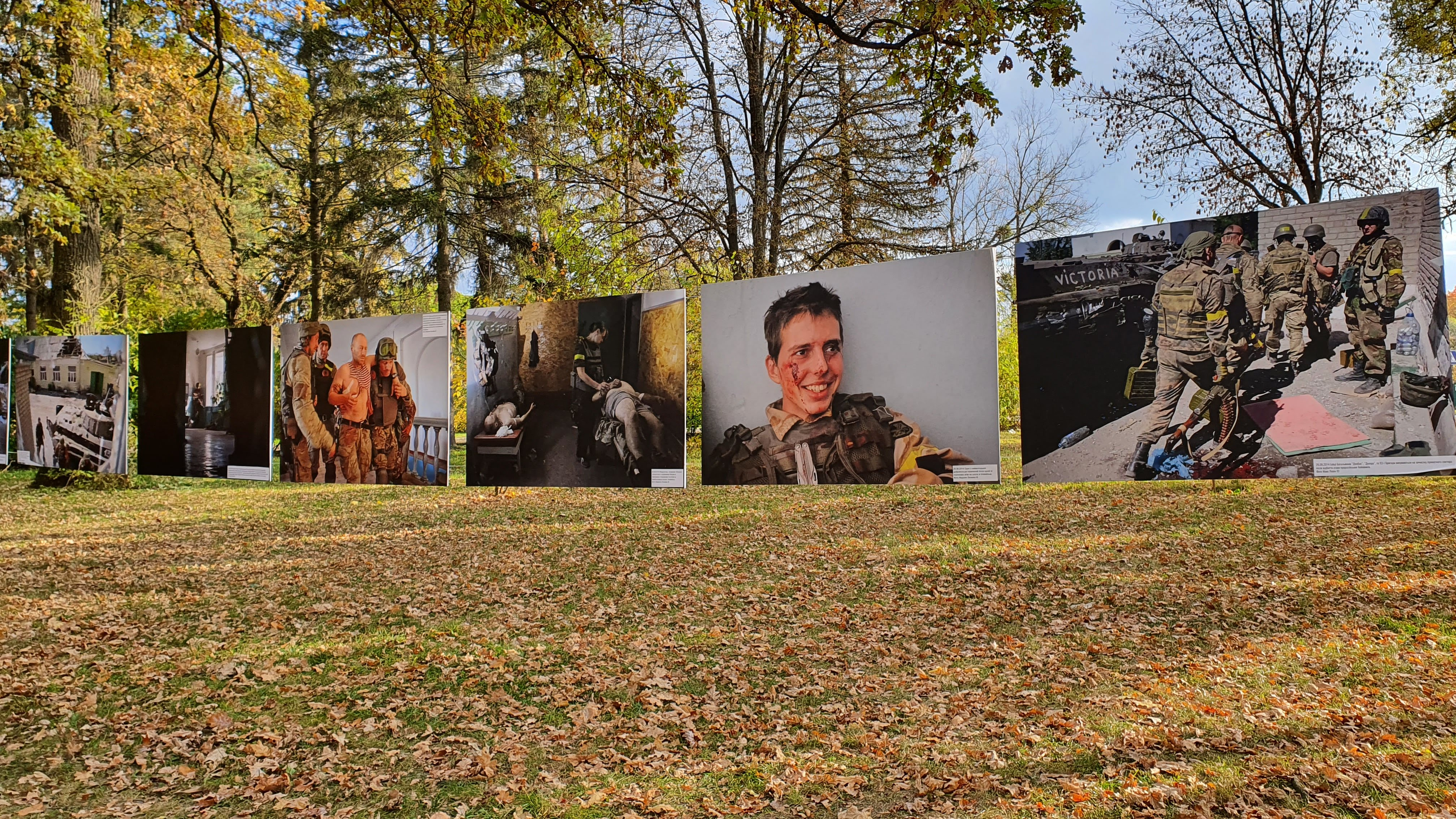
Фотографии из проекта «AFTERILOVAISK», уличная выставка в Боярке, 2021 год

После начала военных действий на Донбассе в 2014 году много раз ездил к линии фронта, документируя войну и снимая социальные истории. В августе 2014 года Левину в группе из четырёх журналистов, работавших в зоне боевых действий в Донецкой области, удалось прорваться на легковом автомобиле из окружения под Иловайском. В том же году вместе с коллегой Маркияном Лисейко запустил документальный проект «AFTERILOVAISK», в котором прослеживал судьбы и истории людей, сфотографированных им тогда в Иловайске. Кроме журналистской работы, Левин стал автором десятков фото- и видео-проектов для гуманитарных организаций, таких как Всемирная организация здравоохранения, Организация Объединённых Наций, ЮНИСЕФ, ОБСЕ. В ряде городов мира проходили организованные им фотовыставки, а также экспозиции его собственных работ.
В 2019 году Левин сообщил об отказе в аккредитации в зоне проведения операции Объединённых сил, что в штабе объяснили пересечением линии блокпоста с просроченной картой без предварительной заявки на работу, однако сам фотожурналист отметил, что показывал лишь журналистское удостоверение и ездил на Донбасс только для общения с местными жителями, а не на боевые позиции. В 2020 году перешёл на работу фотографом в «hromadske», где также освещал военные действия. Фотографии Левина публиковались в ряде изданий, таких как, например, «The Wall Street Journal», «TIME», «The Moscow Times», «Vatican News», «Радио „Свобода“».

### Гибель
В первые дни российского вторжения в Украину Левин работал фиксером для французского военного корреспондента Патрика Шовеля. В марте он вёл съёмки с помощью дрона в районе боёв на севере Киевской области (некоторыми снимками, фиксировавшими расположение российских войск, он делился с украинскими военными). 10 марта 2022 года дрон Левина пропал в лесном массиве в Вышгородском районе между сёлами Гута-Межигорская и Мощун, фотограф, которого сопровождали два военнослужащих ВСУ, не смог подобрать его сразу, так как их группа попала под обстрел. 13 марта 2022 года Левин и один из этих военнослужащих, бывший фотограф Алексей Чернышёв, поехали на автомобиле Левина на поиски дрона. В 11 часов 23 минуты того же дня Левин отправил сообщение со своего телефона, после чего больше не выходил на связь и не появлялся в сети. Впоследствии в этом районе начались интенсивные столкновения украинских и российских войск, в связи с чем коллегами-журналистами Левина выражались опасения по поводу того, что он мог получить ранение или попасть в плен. Местонахождение Левина и его сопровождающих долгое время оставалось неизвестным. В районе исчезновения в тот момент находились соединения российской 106-й воздушно-десантной дивизии.
31 марта полицейские обнаружили в лесополосе сожжённый автомобиль Левина и обгоревшее тело (как позже стало понятно, Чернышёва). 1 апреля в семнадцати метрах от них было найдено тело Левина с огнестрельным ранением груди и двумя ранениями в голову. По предварительным данным Генеральной прокуратуры Украины, безоружный Левин был убит российскими военнослужащими, ввиду чего Вышгородской окружной прокуратурой 2 апреля было заведено уголовное дело по статье 438-й Уголовного кодекса Украины (нарушение законов и обычаев войны) и начато досудебное следствие в целях установления всех обстоятельств преступления. Ему было 40 лет. У Левина остались четверо несовершеннолетних сыновей, гражданская жена и пожилые родители. 3 апреля президент Украины Владимир Зеленский посмертно наградил Левина орденом «За мужество». Прощание с Левиным прошло 4 апреля в Михайловском соборе Киева, заупокойную службу провёл предстоятель Православной церкви Украины митрополит Киевский и всея Украины Епифаний. Похоронен был на новом кладбище в Боярке.
Левин стал шестым журналистом, убитым с начала российского вторжения. В организации «Репортёры без границ» заявили, что «нападение на журналистов является военным преступлением», а Левин был «безоружен и одет в куртку с надписью „пресса“», в Комитете защиты журналистов призвали «украинские и российские власти должны сделать всё, что в их силах, чтобы расследовать его смерть, обеспечить привлечение виновных к ответственности и гарантировать безопасность журналистов», тогда как в Европейской федерации журналистов отметили, что «доказательств военных преступлений, совершённых российскими оккупантами, становится все больше» и «сомнений в том, что журналистов преследуют преднамеренно, больше нет». Свои соболезнования выразили в руководстве агентства «Reuters», с которым сотрудничал Левин, сказав, что «его смерть — огромная потеря для мира журналистики». Согласно выводам расследования «Репортёров без границ», 13 марта Левин, ведя машину через лесной массив, незаметно для себя заехал в расположение российских военных. При не вполне ясных обстоятельствах в тот же день Левин и Чернышёв были убиты выстрелами в голову с близкого расстояния, чему могли предшествовать допрос и пытки; расположение тела Чернышёва не исключало, что он был облит бензином и подожжён ещё живым.

## Награды

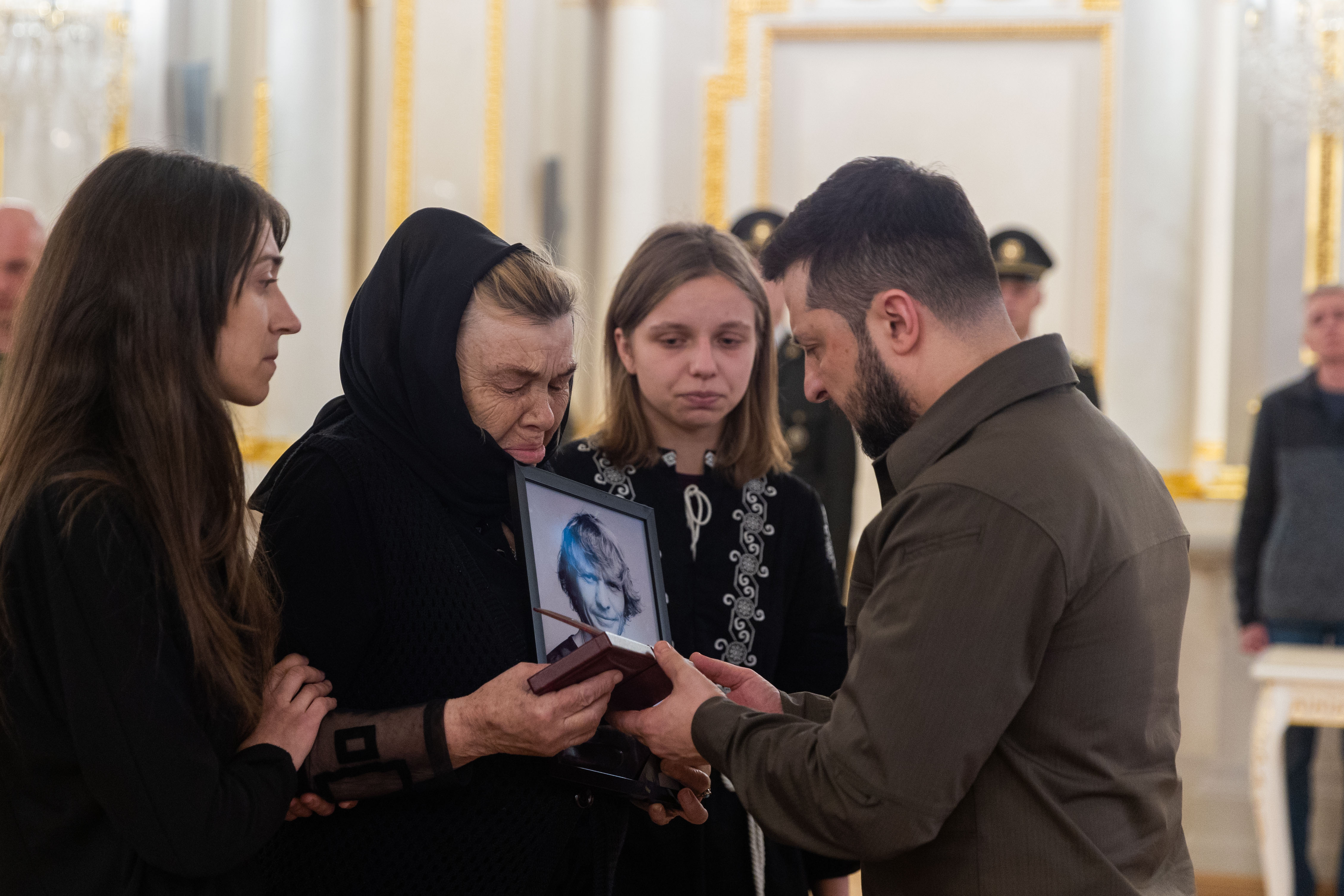
Вручение ордена родным Левина, 2022 год

- Орден «За заслуги» III степени (5 июня 2015 года) — за весомый личный вклад в развитие отечественной журналистики, многолетний добросовестный труд и высокое профессиональное мастерство[40]. По некоторым данным, отказался от награды чтобы сохранить независимость своей журналистской работы[41].
- Орден «За мужество» III степени (3 апреля 2022 года, посмертно) — за личное мужество и самоотверженные действия, проявленные при освещении российской агрессии[42]. 5 апреля 2022 года президент Украины Владимир Зеленский вручил орден родным Левина на церемонии в Мариинском дворце[43].
- Специальное отличие премии имени Георгия Гонгадзе[укр.] (21 мая 2022 года, посмертно) — за выдающийся вклад в развитие украинской фотографии, преданность профессии и отвагу[44][45].

## Личная жизнь
Жил с семьёй в собственном сельском доме в Житомирской области. По своим словам, с отцом был не особо близок, учитывая также его пропутинскую позицию, выяснившуюся после Иловайска. Увлекался спортом, сплавами на катамаранах, а также любил что-то мастерить своими руками.
В 2016 году на дороге Боярка — Заборье в машину Левина врезался автомобиль директора по грузовым перевозкам «Укрзалізниці» Ивана Федорко, выехавшего на встречную полосу в состоянии алкогольного опьянения. В результате аварии жена Левина получила многочисленные переломы, один из сыновей был госпитализирован с ушибом головного мозга. На месте происшествия Федорко размахивал удостоверением «помощника председателя Совета ветеранов МВД», затем сбежал из больницы, куда был доставлен для освидетельствования, но в итоге был лишь оштрафован Киево-Святошинским районным судом на 8,5 тысяч гривен с запретом на 1,5 года управлять транспортным средством.

## Память
Решением Боярского городского совета от 30 июня 2022 года улица Заводская в Боярке переименована в улицу Макса Левина. Левин проживал много лет на Заводской, а в настоящее время там живёт его мать, которая дала согласие на переименование. 27 октября депутаты Киевского городского совета переименовали улицу Багратиона в Киеве в честь Левина.